# Something for the Birds
Pour plus de détails, voir Fiche technique et Distribution.
Something for the Birds est un film américain réalisé par Robert Wise, sorti en 1952.
C'est la première comédie réalisée par R. Wise.

## Synopsis
Anne Richards souhaite empêcher une société gazière de forer sur certaines terres de la côte ouest, pour empêcher la destruction des aires de reproduction de certains condors de Californie. Elle se rend à Washington où elle fait appel à l'influence de Johnnie, un graveur se faisant passer pour un ancien amiral, ainsi qu'à l'aide du lobbyiste Steve Bennett.

## Fiche technique
- Titre original : Something for the Birds
- Titre français :
- Réalisation : Robert Wise
- Scénario : I. A. L. Diamond, Boris Ingster
- Direction artistique : Lyle Wheeler, George Patrick
- Décors : Thomas Little, Bruce MacDonald
- Costumes : Elois Jenssen
- Photographie : Joseph LaShelle
- Son : Arthur L. Kirbach, Harry M. Leonard
- Montage : Hugh S. Fowler
- Musique : Sol Kaplan
- Production : Samuel G. Engel
- Société de production : Twentieth Century-Fox Film Corp.
- Société de distribution : Twentieth Century-Fox Film Corp.
- Pays de production :  États-Unis
- Langue : anglais
- Format : Noir et blanc - 35 mm - 1,37:1 -  Son mono (Western Electric Recording)
- Genre : Comédie
- Durée : 81 minutes
- Dates de sortie :
  - États-Unis : octobre 1952

## Distribution
- Victor Mature : Stephen Bennett
- Patricia Neal : Anne Richards
- Edmund Gwenn : Johnnie Adams
- Larry Keating : Roy Patterson
- Gladys Hurlbut : Della Rice
- Hugh Sanders : Jim Grady
- Christian Rub : Leo Fischer
- Wilton Graff : Taylor
- Archer MacDonald : T. Courtney Lemmer
- Richard Garrick : Chandler
- Ian Wolfe : Foster
- Russell Gaige : Winthrop
- Louise Lorimer : Mme Winthrop
- Emmett Vogan : Sénateur Beecham
- Charles Wagenheim : Chauffeur de taxi